# جون فانبرو
جون فانبرة ( 1664 م - 1726 م ) .

مهندس وكاتب مسرحي إنجليزي .
( كان لهذا الرجل المتعدد البراعات أربعة أنواع من النشاطات العملية في حياته ، مارسها الواحد بعد الآخر . فكان في البدء جندياً تمَّيز بالإقدام والشجاعة . ثم شرع في التسعينات من القرن السابع عشر بكتابة الروايات المسرحية المرحة . وكانت أولاها النكسة ، وقد أتبعها برواية الزوجة الُمَثارة أو الغاضبة والمؤامرة والكونفيدرالية . وكلها مسرحيات مضحكة وإباحية في عصر لم يكن فيه كثير من التحرُّج ونوع من الأدب المقبول . 

فلما بدأ في القرن التالي بات جون فانبرة مهندساً معمارياً شهيراً يصمم القصور الفخمة ، والمساكن الخاصة الضخمة ،. ومن أشهر مبانيه الفخمة قصر هاورد أحد أكبر البيوت الحكومية في شمالي انجلترا في يوركشاير وقصر بلينهايم الذي بناه للدوق مارلبورو ، وفيه أبصر ونستون تشرشل النور .

وبنى جون فانبرة مسرح هايماركت ، وقد جرَّه ذلك إلى مهنته الرابعة ، وهي إدارة المسارح التي لم ينجح في هذا الحقل ) .

## سيرته وأعماله
جون فانبرة (بالإنجليزية: John Vanbrugh)‏ ‏ (24 يناير 1664؟ – 26 مارس 1726) معماري وكاتب دراما إنجليزي، اشتهر بكونه مصمم قصر بلينهايم وقلعة هوارد.
ولد فانبرة في لندن وتربى في تشستر. كان راديكاليا في عدة نواحي في حياته. عندما كان شابا، اشترك في مخطط الإطاحة بجيمس الثاني لحماية ديموقراطية إنكلترا البرلمانية، فتم إرساله إلى سجن الباستيل في باريس كسجين سياسي. أعماله ككاتب ومعماري يمكن أيضا وصفها بالراديكالية. كتاباته أثارت الكثير من الجدل بسبب محتواها حول العلاقات الحميمة وحقوق المرأة في الزواج. لم يكن فانبرة أقل جرأة في طرازه المعماري مما كان عليه في نشاطه السياسي وكتاباته، وتحدى العديد من الآراء المحافظة في المعمار، وقد طوّر ما أصبح يعرف بالباروك الإنكليزي.

## روابط خارجية
- جون فانبرو على موقع الموسوعة البريطانية (الإنجليزية)
- جون فانبرو على موقع قاعدة بيانات برودواي على الإنترنت (الإنجليزية)
- جون فانبرو على موقع إن إن دي بي (الإنجليزية)